# 北名古屋市立栗島小学校
北名古屋市立栗島小学校（きたなごやしりつくりしましょうがっこう）は、愛知県北名古屋市にある公立小学校。

## 概要
- 旧・西春日井郡西春町西部の小学校であり、校区は石橋、中之郷、宇福寺、北野、山之腰であり、北名古屋市立天神中学校に進学する[1]。

## 沿革
- 1975年（昭和50年）4月 - 西春町立西春小学校から分離し、西春町立栗島小学校として開校。
- 2006年（平成18年）3月20日 - 師勝町、西春町が合併し、北名古屋市が発足。同時に北名古屋市立栗島小学校に改称する。

## 交通アクセス
- 名鉄犬山線西春駅下車、徒歩約30分。
- JR東海東海道本線稲沢駅下車、徒歩約35分。

## 周辺施設
- 北名古屋市立天神中学校
- 北名古屋市立西春中学校
- 北名古屋市立白木中学校
- 北名古屋市立鴨田小学校
- 北名古屋市立白木小学校
- 清須市立春日中学校
- 清須市立春日小学校